# Washingtoni Állami Egyetem (Everett)
A Washingtoni Állami Egyetem everetti kampuszának megépítésére az állami törvényhozás 2011-ben biztosította a szükséges forrásokat. A nyolcezer négyzetméteres létesítmény megvalósítása hatvannégy millió dollárba került.
Az iskola kancellárja 2016 szeptembere óta Dr. Paul E. Pitre oktatásvezetői- és pszichológiaszakos oktató, aki korábban az USA oktatási minisztériumánál dolgozott. A férfi szerint a WSU Snohomish megyei terjeszkedése ugyanakkora „revitalizációs” hatással bírt Everettre, mint a Washingtoni Egyetem tacomai bővítése.

## Történet
A térség képviselői huszonhárom éven át dolgoztak egy regionális felsőoktatási intézmény létrejöttén; a WSU terjeszkedése előtt ezt a feladatot az 1941 óta fennálló, évente 19 000 hallgatót befogadó Everetti Közösségi Főiskola látta el.
A Washingtoni Állami Egyetem bővítésének célja az állami űrtechnológiai- és kutatás-fejlesztési ipar kiszolgálása volt; a fejlesztések elsősorban a Snohomish-, Island- és Skagit megyékre fókuszáltak. Az ipari szempontoknak megfelelően az első épületet a gépészmérnöki, villamosmérnöki és mérnökinformatikusi képzések igényeinek megfelelően alakították ki.
A hivatalos átadásra 2017 júniusában került sor; „formálisan” az első évfolyam 2017 őszén indult. Az év őszén 222-en iratkoztak be, ez 17,5 százalékos növekedés az előző év 189-es létszámához képest. A kampuszon jelenleg 275-en tanulnak; 32% valamely kisebbséghez tartozik, 44%-uk családjukban elsőként tanul felsőoktatásban, 3% veterán, 93,5% az államban él, 5,2% pedig külföldi hallgató. A diplomaszerzési arány 91,1 százalék.

## Hallgatói élet
A kampusz több erőforrást (köztük a könyvtárat) is a szomszédos Everetti Közösségi Főiskolával közösen használ. A főépület a környezeti fenntarthatóság jelében épült; a tetőn nyolcvan kilowatt teljesítményű fotovoltaikus panelek kaptak helyet, a világítást pedig LED-ekkel oldják meg. Az everetti létesítmény vezetőinek célja, hogy a pullmani kampuszon tanulók nyaranta igénybe veszik az épület szolgáltatásait.
A hallgatói önkormányzat az Associated Students of Washington State University alszervezeteként működik. A közösségi munkában való további részvétel a Villamos- és Energetikai Mérnöki Intézet alapképzésben résztvevők számára nyitva álló számítógépes tervezési programja, illetve a Női Mérnökök Társasága révén lehetséges.

## Fordítás
Ez a szócikk részben vagy egészben  a   Washington State University Everett című angol Wikipédia-szócikk ezen változatának fordításán alapul.  Az eredeti cikk szerkesztőit annak laptörténete sorolja fel. Ez a jelzés csupán a megfogalmazás eredetét és a szerzői jogokat jelzi, nem szolgál a cikkben szereplő információk forrásmegjelöléseként.